# Raimundo Orsi

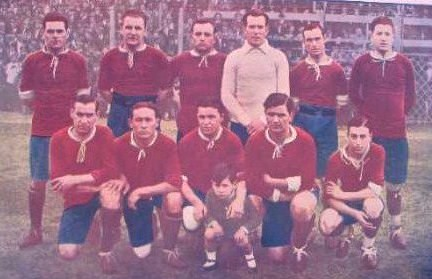
O Independiente na década de 1920. Orsi é o último agachado, da esquerda para a direita

Raimundo Bibiani Orsi Iturriaga, também conhecido pelo nome italianizado Raimondo Orsi  (Barracas al Sud, 2 de dezembro de 1904 — Santiago do Chile, 6 de abril de 1986) foi um futebolista ítalo-argentino. Marcou, pela Itália, gol na final da Copa do Mundo FIFA de 1934, na primeira conquista da Azzurra no torneio. Pela Argentina, já havia sido medalha de prata no futebol nos Jogos Olímpicos de Verão de 1928.
A nível de clubes, destacou-se sobretudo no Independiente, estando nos dois primeiros títulos argentinos da equipe, chegando a ser o segundo maior artilheiro da história dela  e o primeiro por ela exportado ao futebol europeu; e na Juventus, integrando um então pentacampeonato seguido do time na Serie A, fundamental para fazer dela o mais popular clube italiano. Era descrito como um jogador veloz, hábil e malandro, com arremates precisos e certeiros, a despeito de um físico diminuto, qualidades que permitiram que ele se despedisse da seleção argentina como um dos mais velhos a defendê-la e que fosse o estrangeiro com mais partidas pela italiana no século XX, sendo depois superado por Mauro Camoranesi.
Orsi também foi campeão, como reserva, no Flamengo, conseguindo assim títulos em quatro países em tempos menos globalizados no futebol, ainda que o pioneirismo em ser campeão em quatro campeonatos nacionais diferentes (pois o título de Orsi como flamenguista foi estadual ) seja atribuído ao também argentino José Manuel Moreno, que deteve tal recorde de modo exclusivo até a década de 1990.

## Carreira em clubes

### Independiente
Seu nascimento costuma ser atribuído ao ano de 1901, mas nasceu em 1904. Também chegou a ser mencionado como natural da cidade de Mendoza, mas nasceu em Avellaneda, começando em um dos principais clubes locais e um dos cinco grandes do futebol argentino, o Independiente. Estreou no time adulto em 1919, ainda na época amadora do futebol argentino. O principal clube da cidade e do país era o vizinho Racing, que chegara a ser heptacampeão seguido no campeonato argentino na década de 1910, ainda um recorde nacional. Isso não impedia que o clássico de Avellaneda fosse bastante equilibrado, com alguma das poucas derrotas racinguistas vindo exatamente no dérbi.
O Independiente obteve seu primeiro título argentino na edição de 1922, logo após o Racing obter pela oitava vez o troféu, pela edição de 1921. Orsi já era o ponta-esquerda titular. Habilidoso e driblador, logo converteu-se em um emblema do Rojo. O campeonato de 1922, iniciado ainda em abril daquele ano, só foi finalizado em julho de 1923.
Semanas depois da conquista inicial, o ambiente festivo no clube foi interrompido em agosto de 1923 por um incêndio a destruir-lhe o estádio, o que não impediu que o time continuasse no pódio tanto no campeonato próprio do ano de 1923, em segundo, como no seguinte, em terceiro. Orsi veio a estrear pela seleção argentina nesse período, em 10 de agosto de 1924.
Meses depois, em 1 de março de 1925, Orsi foi campeão do torneio Copa Competencia, em edição válida ainda para o ano de 1924. Marcou sobre o Vélez Sarsfield um recordado gol, onde esquivou-se de cinco adversários até driblar também o goleiro antes de tocar para as redes. Na competição, foram necessárias três semifinais contra o Racing, todas em 0-0 até o rival optar pelo W.O na quarta. A decisão foi contra o Almagro em três partidas. Orsi marcou gol na primeira, empatada em 1-1.
Ao longo da década de 1920, Orsi formou parte de um quinteto ofensivo composto por Zoilo Canaveri, Alberto Lalín, Luis Ravaschino, Manuel Seone e ele, apelidados de Los Diablos Rojos ("Os Diabos Vermelhos"), alcunha que viraria sinônimo do próprio clube. O ponta-esquerda declararia que "as duas grandes alegrias da minha vida foram ter integrado aquele ataque do Independiente, com Canaveri, Lalín, Ravaschino de Seoane. Fazíamos gols e nos divertíamos. A outra, ter ganhando com a Itália o mundial de 1934.
O Independiente conquistou o bicampeonato seguido na edição de 1925 da Copa Competencia, também só finalizada no ano subsequente, em 1 de abril. Estreou vencendo por 7-0 o Estudiantil Porteño com Orsi marcando quatro vezes. Ele marcou depois o único gol no compromisso seguinte, sobre o Sportivo Buenos Aires, em violento arremate de voleio a oito minutos do fim. No quarto compromisso da fase de grupos, Orsi marcou dois em vitória por 3-0 sobre o Barracas Central. Na semifinal, ele forneceu a assistência para o primeiro gol, de Alberto Lalín, e marcou de voleio o segundo na vitória por 2-0 sobre o Gimnasia y Esgrima La Plata. Na decisão, armou junto de Luis Ravaschino a jogada a culminar no primeiro gol, de Lalín, no triunfo por 2-0 sobre o [Sportivo Palermo.
Em paralelo, Orsi e o clube haviam terminado o campeonato argentino de 1925 em sexto, enquanto o Racing foi pela nona vez campeão. Em 1926, o Independiente então faturou tanto o campeonato como a Copa Competencia, ambos finalizados já no ano seguinte. No campeonato, o clube encerrou uma série de 47 jogos e vinte meses de invencibilidade do San Lorenzo, com quem concorreu ao título, definido somente na última rodada, com um ponto terminando a separar os rojos acima dos azulgranas. Foi a única derrota do San Lorenzo; o Independiente, por sua vez, terminou invicto. Na campanha, Orsi marcou pela primeira vez no clássico de Avellaneda, em vitória fora de casa por 3-1.
Na Copa Competencia, por sua vez, o Independiente começou derrotado o rival Racing por 2-0. Orsi destacou-se inicialmente ao marcar os três gols da vitória por 3-0 sobre o Almagro. Forneceu a assistência para o gol da vitória por 1-0 na semifinal contra o River Plate e marcou o segundo do clube no triunfo final, na vitória por 3-1 sobre o Lanús, que utilizou emprestado o uniforme do Racing. O tricampeonato seguido, já em 30 de janeiro de 1927 deu ao Rojo a posse definitiva do troféu. Ainda em 1927, em 18 de dezembro, Orsi também marcou um gol em vitória por 7-4 sobre o Racing, até então a maior goleada no clássico, superada somente por um 7-0 do Rojo já em 1940, e também o dérbi com mais gols.
Meses depois, em 4 de março de 1928, o Independiente reinaugurou seu estádio, construindo-o com cimento para evitar tragédia similar como a que abatera o anterior, que era de madeira. O clube recebeu o Peñarol. Foi de Orsi o primeiro gol no então estádio da Doble Visera, em jogo empatado em 2-2. No mesmo ano, foi titular da seleção no futebol nos Jogos Olímpicos de Verão de 1928, tendo desempenho que interessou do futebol italiano. Orsi chegou a voltar à Argentina, inclusive defendendo em agosto tanto a seleção como o Independiente em vitórias sobre o Barcelona, que excursionava pelo Rio da Prata; mas em função da negociação, não acatada pelo clube, foi suspenso por um ano até poder transferir-se. Tratava-se de uma norma na época para transferências.

### Juventus
Orsi inicialmente foi sondado pelo Torino, campeão italiano pela primeira vez ao fim daquela temporada de 1927-28,[carece de fontes?] e onde já jogava um argentino, o artilheiro Julio Libonatti. Mas o ponta acabou acertando com o rival do Toro, a Juventus. Orsi assim detalhou:
Já em Buenos Aires, me visitaram os diretores do Torino e combinamos as condições. Naquele momento, eu ganhava 150 pesos por mês no Independiente, e não havia premiação. Os italianos me ofereceram 10 mil nacionais de primeira e 500 pesos por mês, mais os gastos de alojamento, comida e etc. Corria o ano de 1929. No dia seguinte, outra surpresa. Vieram os da Juventus. E duplicaram a oferta do Torino, com três passagens de ida e volta e passe livre ao fim do ano. Aceitei e pese a opinião contrária da família e do Independiente, fui"  
Embora o futebol argentino fosse oficialmente amador, já era recorrente remuneração não declarada a seus jogadores. Mas na Juventus ele chegaria a ganhar sete vezes a remuneração de um magistrado. Quando ele chegou, em 1929, a Juventus tinha no campeonato italiano dois títulos, somente um título a mais que o recém-campeão Torino e os mesmos dois da Internazionale e Bologna. A equipe alvinegra tinha também menos conquistas as três do Milan, que os sete do Pro Vercelli e os nove do então recordista Genoa.[carece de fontes?]

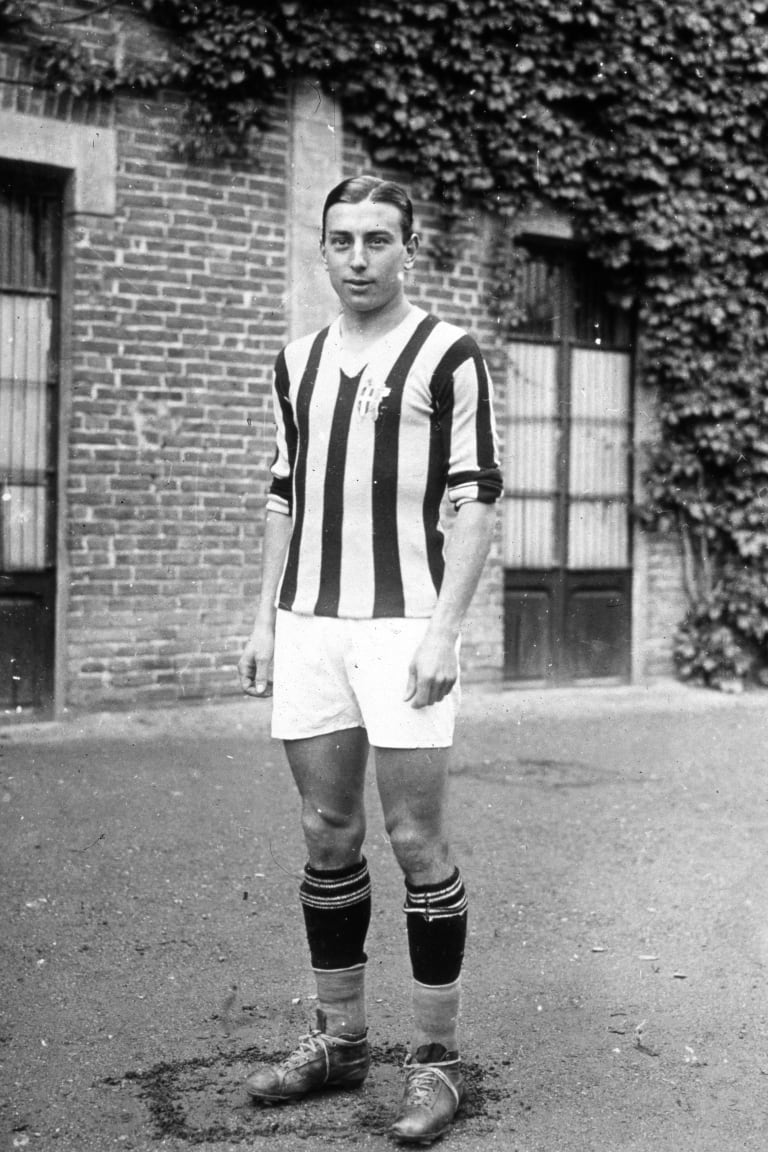
Orsi na Juventus

Na primeira temporada, em 1929-30, Orsi foi o artilheiro do elenco juventino, somando quinze gols, incluindo três no Milan: dois em vitória por 3-1 no primeiro turno e outro no empate em 1-1 no returno. A equipe ficou na terceira colocação, com a Inter assegurando mais um título. Ainda no início da temporada, ele estreou pela seleção italiana, em 1 de dezembro de 1929.[carece de fontes?]
A Juve foi campeã na temporada seguinte. Orsi novamente foi o artilheiro do clube e dessa vez também o terceiro na artilharia geral do campeonato, com vinte gols, distribuídos em 33 partidas. Dentre os gols, um em vitória por 3-0 fora de casa sobre o Milan e o único em vitória por 1-0 sobre a Ambrosiana-Inter, além de triunfos sobre a vice-campeã Roma e Lazio e em dois clubes fortes na época, casos de Genoa (derrotado em casa por 4-0) e Bologna. O bicampeonato seguido veio na temporada 1931-32. Orsi voltou a marcar sobre o Milan, em vitória por 2-0; conseguiu uma tripletta, marcando os três do 3-0 sobre o Modena; um em vitória por 6-2 sobre a Ambrosiana-Inter; dois em 7-1 sobre a Roma, terceira colocada; um em vitória por 3-2 sobre o vice Bologna; e outro em vitória por 4-2 sobre a Ambrosiana-Inter em Milão.[carece de fontes?]
Orsi acumulou 19 gols, sendo pela terceira vez seguida o artilheiro do elenco bianconero e novamente o terceiro na artilharia geral da Serie A.[carece de fontes?] A Juventus foi campeã pela terceira vez seguida na temporada subsequente, a de 1932-33. Orsi, dessa vez, marcou dez vezes, com o artilheiro do clube e do campeonato sendo Felice Borel II. O argentino contribuiu com gols em especial sobre a vice Ambrosiana-Inter (em derrota por 3-2 e em vitória por 3-0), Genoa (4-1) e o terceiro colocado Bologna (vitória fora de casa por 2-1). Até então, nenhuma equipe havia acumulado quatro títulos seguidos no campeonato. Mas o time de Turim conseguiu isso ao vencer também a temporada de 1933-34.[carece de fontes?] Em dezembro de 1933, sofreu uma fratura no pé em partida contra a Lazio, após choque com Orlando Fantoni.
Na temporada 1933-34, Orsi marcou oito vezes, incluindo dois em triunfo de 8-1 sobre o Genoa, outro em vitória por 4-1 sobre o Bologna e outro em vitória fora de casa sobre a Lazio por 2-0.[carece de fontes?] Ao fim da temporada, o argentino foi um dos cinco jogadores juventinos a serem titulares da seleção na Copa do Mundo FIFA de 1934, ao lado do também argentino Luis Monti, cuja contratação em 1931 havia sido solicitada por Orsi, de Gianpiero Combi, de Luigi Bertolini e Giovanni Ferrari.
O recordista tetracampeonato foi majorado na temporada 1934-35 para um pentacampeonato, um recorde no século XX na Serie A, superado somente pela própria Juventus no hexacampeonato de 2012 a 2017. Orsi marcou quatro vezes, em 21 partidas, incluindo em vitória como visitante por 3-1 no clássico com o Torino (com outro gol sendo marcado, curiosamente, pelo também argentino Monti) e em vitória por 6-1 sobre a Lazio.[carece de fontes?]
O ciclo do pentacampeonato fez a Juventus tornar-se a segunda maior campeã italiana, com os mesmos sete títulos do Pro Vercelli e ficando abaixo somente dos nove do Genoa. A equipe de Turim também converteu-se na mais popular do país. Orsi foi um dos numerosos ítalo-argentinos daquele ciclo, ao lado de Luis Monti, Renato Cesarini (que esteve na pré-convocação italiana à Copa de 1934), Juan Maglio e Eugenio Castellucci, o único que não chegara a defender a seleção argentina. Considera-se aquele elenco o de melhor sucesso de uma colônia argentina no futebol europeu.
Ainda em 1935, porém, Orsi optou por deixar a Itália, temeroso com uma convocação ao exército italiano. O país havia invadido a Abissínia, deflagrando a Segunda Guerra Ítalo-Etíope. Por motivações parecidas, outros ítalo-argentinos do calcio também saíram, casos do também juventino Cesarini; de Enrique Guaita, da Roma e outro vencedor da Copa de 1934; de mais um argentino da Azzurra campeã em 1934, Attilio Demaría; e de Carlos Volante.

### Retorno ao Independiente e América do Sul
Orsi voltou inicialmente ao Independiente, pelo qual disputou o primeiro dos dois campeonatos argentinos realizados em 1936. Não se readaptou, ainda que tenha voltado a defender, por uma única vez, a seleção argentina, em 30 de agosto. A partir dali, iniciou uma trajetória errática. Defendeu inicialmente o Boca Juniors no segundo campeonato argentino de 1936, onde atuou por onze vezes, além de jogar três amistoso pelos xeneizes. Não marcou gols e demonstrou muito pouco a habilidade que o tornara célebre. Tanto pelo Independiente como pelo Boca, ficou no quinto lugar em cada torneio de 1936.[carece de fontes?]
Em 1937, Orsi começou jogou no Platense, então um dos clubes pequenos mais saudáveis da Grande Buenos Aires. Orsi marcou nas quatro primeiras rodadas, incluindo em vitória por 2-0 na estreia em pleno Clássico da Zona Norte contra o Tigre. Mas no decorrer do certame só marcou outras quatro vezes. A equipe marrom foi 12º colocada.
Em 1938, o veterano apareceu inicialmente o Peñarol. Chegou a marcar em vitória por 7-2 sobre o Estudiantes de La Plata pelo Campeonato Noturno a envolver clubes argentinos e uruguaios, de janeiro a março. Naquele mesmo ano, os aurinegros sagraram-se tetracampeões seguidos no campeonato uruguaio, então um recorde. O ponta-esquerda titular, porém, foi Adelaido Camaití. Orsi deixou o Peñarol ainda antes do campeonato, para regressar à Argentina, reforçando a temporada de estreia do Almagro na elite profissional.
Orsi marcou doze vezes pelos tricolores, incluindo em partidas contra Independiente e River Plate, mas não evitou o rebaixamento. Mesmo assim, foi especulado pelo Fluminense. O acerto, porém, foi dado com o Flamengo. Chegou com pompa a um time que possuía simultaneamente cinco argentinos; o Flamengo encerrou em 1939 seu maior jejum estadual, doze anos, em elenco a reunir Orsi, Arturo Naón (maior artilheiro do Gimnasia y Esgrima La Plata), Agustín Valido, Carlos Volante e Alfredo González.
Orsi participou esporadicamente do título carioca de 1939, sendo um reserva de luxo. Pediu desligamento após ficar insatisfeito com a notícia de que seria remanejado ao time B.
O ponta teve a partir de então uma carreira mais acidentada, em paralelo a uma tentativa de carreira musical. Sabia tocar violino e buscara formar uma orquestra. Chegou a declarar já em dezembro de 1942 ao Globo Sportivo que "o que passou, passou. Tive pouca sorte depois. Foi aí que formei a orquestra e trabalho com afã para assentá-la. O football é que às vezes se mete no meio para atrapalhar. Eu te juro que não tenho feito outra coisa que fugir a essa ‘tentação’, mas, quando estou quase convencido de que estou curado, o diabo da ‘sereia’ não é que volta a cantar-me a velha canção de outrora?!… Um amigo me pede que treine seu quadro. Ponho-me a pensar e quando dou pela coisa, estou de chuteiras…". Orsi, que chegara a treinar rapidamente o Rosario Central em fracassada luta contra o rebaixamento em 1941, ainda teria jogado em 1943 pela equipe chilena do Santiago National.

## Seleção

### Argentina

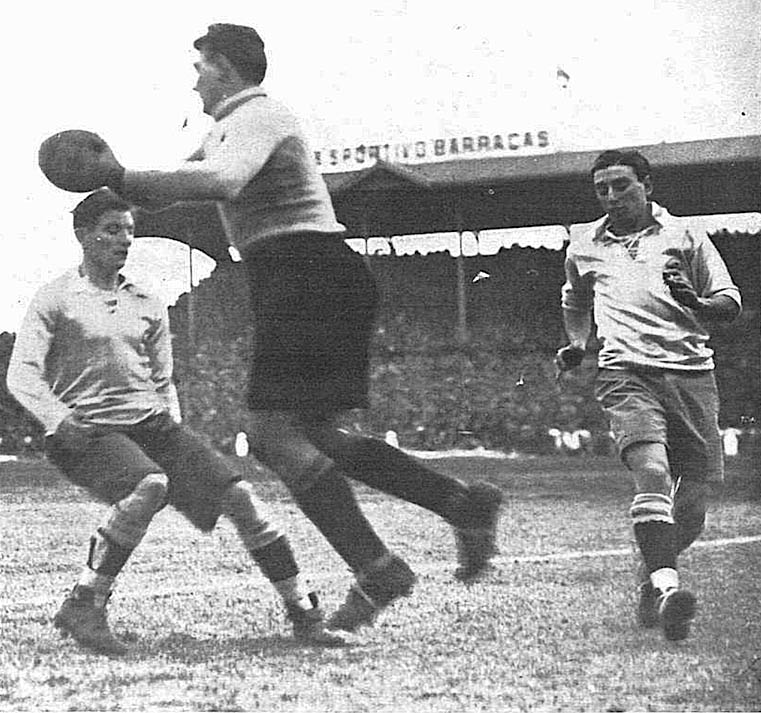
Orsi, à direita, pela Argentina em agosto de 1928, em amistoso não-oficial contra o Barcelona

Orsi estreou oficialmente pela Argentina em 10 de agosto de 1924, em empate em 0-0 com o Uruguai em Buenos Aires. A mesma partida marcou a estreia de Luis Monti pela seleção. Ambos viriam a ser colegas também na Juventus e na seleção italiana campeã da Copa do Mundo FIFA de 1934. Antes, o ponta-esquerda já havia defendido o país, mas em partida não-oficial realizada em 4 de junho de 1923, contra o clube escocês Third Lanark, no estádio do River Plate.[carece de fontes?]
Em 31 de agosto de 1924, jogou novamente contra os uruguaios, em Montevidéu. Dessa vez, venceu por 3-2. Todavia, só voltou a jogar oficialmente pela seleção em 14 de julho de 1927, em reencontro com os uruguaios, derrotados por 1-0 em Montevidéu; uma semana antes, esteve em amistosos não-oficiais contra o Real Madrid, em empate em 0-0 e em vitória por 3-2 no estádio do Sportivo Barracas.[carece de fontes?] Foi o ano da reunificação das ligas argentinas após oito anos. Clube de Orsi, o Independiente estava em campeonato da associação não reconhecida pela FIFA.
Ainda em 1927, Orsi esteve no primeiro título fora de casa da Argentina na Copa América, atuando uma única vez, precisamente na goleada de 5-1 sobre o anfitrião Peru. Já nas Olimpíadas de 1928, o ponta foi titular. Foi nessa competição que ele marcou seus únicos gols oficiais pela Albiceleste, convertendo dois na vitória por 11-2 sobre os Estados Unidos e outro no triunfo de 6-3 sobre a Bélgica. Foi apelidado de "A Pérola de Amsterdã", a cidade-sede do evento.
A Argentina terminou perdendo a decisão para o rival Uruguai, alimentando uma grande rivalidade que tentou ser apaziguada pelo cantor Carlos Gardel: as duas delegações usaram o mesmo trem para regressar de Amsterdã a Paris, viajando em vagões separados. Na capital francesa, foram recebidas em um cabaré pelo cantor, que organizou que os jogadores de cada seleção se sentassem intercalados. Orsi foi convidado a tocar violino na ocasião, mas ao fim do show uma briga irrompeu entre os rivais e o próprio Orsi teria usado o instrumento para acertar alguém.
Após as Olimpíadas, encerradas em junho, Orsi voltou à Argentina e reencontrou o Uruguai em partida realizada em 30 de agosto em Avellaneda, vencida por 1-0 pela Copa Newton. No mesmo mês, também jogou três amistosos não-oficiais com o Barcelona na Argentina, em vitória por 3-1, marcando um dos gols, em empate em 0-0 e em nova vitória, por 1-0. Pouco depois, ele rumou ao futebol italiano, só voltando a defender a seleção argentina em 9 de agosto de 1936, quando retornou ao país natal. Novamente, derrotou o Uruguai em Avellaneda por 1-0, pela Copa Juan Mignaburu. Foi a sua última partida pela Argentina. Apenas ele, Alejandro Scopelli e Enrique Guaita a defenderam antes e depois de jogarem por outra seleção (os três, pela italiana).

### Itália

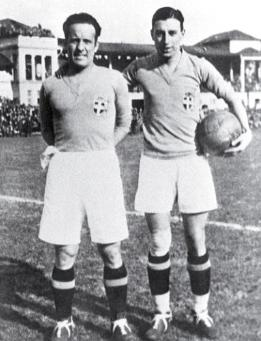
Orsi à direita, pela seleção italiana

Orsi estreou pela Itália em 1 de dezembro de 1929, marcando já na ocasião dois gols em vitória por 6-1 sobre Portugal em Milão. Na segunda partida, em 9 de fevereiro de 1930, voltou a marcar, em 4-2 sobre a Suíça. Orsi também esteve em um 5-0 sobre a Hungria
em plena Budapeste em 11 de maio, pela Copa Internacional,[carece de fontes?] torneio considerado precursor da Eurocopa. A competição, realizada pela primeira vez, envolveu também Suíça, Áustria e Tchecoslováquia, em edição que vinha se desenrolando desde 1927. O envolvimento com a conclusão do torneio foi usado por essas seleções como motivação para não participarem da primeira Copa do Mundo FIFA, também naquele ano.
O argentino continuou a ser figura assídua em jogos da seleção italiana no ciclo até a Copa do Mundo FIFA de 1934, incluindo partidas da edição seguinte da Copa Internacional,[carece de fontes?] não tendo a titularidade questionada. Era um dos membros da Juventus pentacampeã italiana na mesma época e que naturalmente compunha a base da Azzurra. Na Copa, foi um dos quatro argentinos convocados por ela, ao lado de Luis Monti, Enrique Guaita e Attilio Demaría, o único não titular. Os quatro juraram que se recusariam a entrar em campo caso a Itália enfrentasse a Argentina.
Para que Orsi fosse mantido na ponta-esquerda, o próprio Guaita, que jogava na mesma posição, foi deslocado para a ponta-direita. Na estreia, Orsi marcou duas vezes na goleada por 7-1 sobre os Estados Unidos. Contra a Espanha, realizou a cobrança de escanteio que resultou no gol de Giuseppe Meazza na vitória por 1-0, apenas um dia após as duas seleções terem empatado em 1-1 ao fim de prorrogação de um duelo que extenuara alguns jogadores. O regulamento havia forçado o reencontro no dia seguinte, havendo trocas de alguns jogadores. Orsi foi um dos que permaneceram.
O argentino voltou a ser fundamental na decisão. A Tchecoslováquia abriu o placar já aos 31 minutos do segundo tempo e em seguida esteve perto de amplia-lo, impedida pela trave. Mas em cinco minutos veio o empate italiano, por intermédio de Orsi, a lembrar-se assim da celebração de Monti consigo: "Monti me chutava e me gritava: 'salvaste a nossa vida!'". Os italianos sentiam-se ameaçados pela ordem de "vencer ou morrer" dada pelo ditador Benito Mussolini.
No lance, Orsi, na entrada da grande área, recebeu passe de Giovanni Ferrari, que geraria reclamações dos adversários por ter supostamente usado o braço para dominar a bola. Orsi prosseguiu a jogada, aplicando um drible curto em Josef Košťálek e desferindo um chute de curva, colocando a bola no canto direito de František Plánička. O jogador, ao lembrar da jogada, descreveu que "como era levezinho, pesava 60 quilos, não podia utilizar o físico. Então, ameacei chutar e depois agarrei a bola de sobre pique e a mati no canto. A partida terminou em 1-1 mas os tchecos, por conta do meu gol, estavam entregues". De fato, já no início da prorrogação, através de assistência do argentino Enrique Guaita, os italianos conseguiram o placar favorável de 2-1; passaram então a retrancar-se com sucesso, garantindo uma vitória sofrida.
Após a Copa, Orsi jogou mais três vezes pela Itália, sem marcar gols. A última delas foi uma vitória por 2-0 sobre a Áustria em Viena, em 24 de março de 1935, pela Copa Internacional.[carece de fontes?] Deixou o país pouco tempo depois, por preocupações relacionadas ao clima bélico local. Permaneceu até o fim do século XX como o estrangeiro com mais jogos pela Azzurra, sendo depois superado pelo também argentino Mauro Camoranesi.

## Após parar
Após a tentativa de carreira musical e o insucesso como treinador do Rosario Central em 1941, Orsi teve uma prolífica trajetória de técnico em equipes da província de Mendoza, nas décadas de 1950 e década de 1960. Ganhou diversas vezes o campeonato provincial, sendo o treinador nas duas primeiras conquistas do Deportivo Maipú (1953 e 1958); ganhou quatro pelo Independiente Rivadavia, em 1960, 1961, 1962 e 1965; e em 1967 pelo San Martín, com o qual no mesmo ano disputou o Torneio Nacional, na estreia de uma equipe mendoncina na competição, inaugurada naquele ano. A equipe ficou em uma honrosa 10ª colocação, a mais alta entre outros estreantes do interior.
Em 1981, quando a revista brasileira Placar promoveu eleição internacional sobre o time multinacional dos sonhos, Orsi recebeu dois votos, ambos de brasileiros, de Cid Pinheiro Cabral, do jornal Zero Hora, e de Mauro Pinheiro, da rádio Jovem Pan.
Orsi chegou a ser homenageado em pessoa pelo Independiente no decorrer da vitoriosa Taça Libertadores da América de 1984, em uma das últimas aparições públicas do craque.

## Títulos
Independiente
- Campeonato Argentino: 1922, 1926
- Copa de Competência: 1924, 1925, 1926

Juventus
- Serie A: 1930–31, 1931–32, 1932–33, 1933–34, 1934–35

Flamengo
- Campeonato Carioca: 1939

Argentina
- Copa América: 1927
- Medalha de Prata nos Jogos Olímpicos: 1928

Itália
- Copa do Mundo FIFA: 1934
- Copa Internacional: 1927–30, 1933–35

## Ligações Externas
- História de Orsi